# レア・トラックス vol.1
『レア・トラックス vol.1』（ - ヴォリューム・ワン）は森山直太朗のコンセプト・アルバム。2010年12月15日発売。発売元はユニバーサルミュージック。

## 概要
前作「あらゆるものの真ん中で」から半年でのリリース。レコード会社のムチャ振りに応え、訳あってこれまでに収録されなかったレアな曲をピックアップしてレコーディングしたアルバム。全て未発表新曲のみで構成。プロデュースは前作に続き石川鷹彦。

## プロモーション
本作のプロモーションで出演した2010年12月20日放送のテレビ番組、フジテレビ系『ヤマサキパン』において、MCの山﨑夕貴による詩『耳』に直太朗がメロディをつけ、アコースティック・ギターの弾き語りで披露した。

## 収録曲
| 全作詞・作曲: 森山直太朗、御徒町凧、全編曲: 石川鷹彦。 |                                |                       |                       |      |
| #                                                      | タイトル                       | 作詞                  | 作曲・編曲            | 時間 |
| 1.                                                     | 「あなたがそうまで言うのなら」 | 森山直太朗、 御徒町凧 | 森山直太朗、 御徒町凧 | 3:55 |
| 2.                                                     | 「どうしてそのシャツ選んだの」 | 森山直太朗、 御徒町凧 | 森山直太朗、 御徒町凧 | 3:27 |
| 3.                                                     | 「友達だと思ってたのに」       | 森山直太朗、 御徒町凧 | 森山直太朗、 御徒町凧 | 3:34 |
| 4.                                                     | 「トイレの匂いも変わったね」   | 森山直太朗、 御徒町凧 | 森山直太朗、 御徒町凧 | 2:54 |
| 5.                                                     | 「取れそうなボタン」           | 森山直太朗、 御徒町凧 | 森山直太朗、 御徒町凧 | 2:54 |
| 6.                                                     | 「タカシくん」                 | 森山直太朗、 御徒町凧 | 森山直太朗、 御徒町凧 | 2:45 |
| 7.                                                     | 「結婚しようよ」               | 森山直太朗、 御徒町凧 | 森山直太朗、 御徒町凧 | 3:10 |
| 8.                                                     | 「うんこ」                     | 森山直太朗、 御徒町凧 | 森山直太朗、 御徒町凧 | 1:23 |
| 9.                                                     | 「臆病者」                     | 森山直太朗、 御徒町凧 | 森山直太朗、 御徒町凧 | 3:41 |
| 10.                                                    | 「まかないが食べたい」         | 森山直太朗、 御徒町凧 | 森山直太朗、 御徒町凧 | 4:18 |
| 11.                                                    | 「ここにきてモーツァルト」     | 森山直太朗、 御徒町凧 | 森山直太朗、 御徒町凧 | 6:50 |
| 合計時間:                                              | 合計時間:                      | 38:51                 |                       |      |